# Bobby Jean
"Bobby Jean" is een nummer van de Amerikaanse zanger Bruce Springsteen uit 1984. Het is afkomstig van zijn album Born in the U.S.A. "Bobby Jean" werd als een van de laatste nummers van dat album opgenomen.
Het wordt in de liedtekst in het midden gelaten of het titelpersonage man of vrouw is, wat ruimte laat voor verschillende interpretaties. Een veelvoorkomende interpretatie is dat "Bobby Jean" gaat over Springsteens langdurige vriendschap met Steve Van Zandt, die destijds de E Street Band verliet. Wanneer dit nummer live met de E Street Band wordt gespeeld, worden er vaak close-ups van Van Zandt op de grote schermen getoond.
Hoewel het niet als single werd uitgebracht, bereikte het lied destijds wel de 36e plek in de Billboard Mainstream Rock Tracks-hitlijst.
Tijdens de Born in the USA Tour van 1984-85 was "Bobby Jean" al een van de nummers die standaard op de setlist stonden. Tijdens de Tunnel of Love Express van 1988 werd het nummer doorgaans ofwel als opener of als afsluiter uitgevoerd. Ook bij de tournees erna, werd het nummer vaak live ten gehore gebracht. Het nummer is tot en met 2023 688 keer live uitgevoerd en daarmee uitgegroeid tot een van de populairste concertnummers van Bruce Springsteen en de E Street Band.

## NPO Radio 2 Top 2000
Bobby Jean stond in 2024 voor het eerst in de NPO Radio 2 Top 2000, op plek 1997.